# 張耀明
張耀明（1905年—1972年），陝西臨潼人，中華民國陸軍中將。廣州黃埔陸軍軍官學校第一期畢業，與關麟徵為同鄉、同期。中原大戰後，升任上校團長，為關麟徵部下。參與抗日戰爭，二次大戰結束後，改任三十八師師長，1948年升為首都衛戍司令，守備金陵。不久撤守，改任第三任陸軍軍官學校校長。1949年抵達臺灣，遷居臺北，1972年病卒，安葬在臺中市東海七福公墓。
| 前任： 關麟徵 | 黃埔軍校校長 1949年9月－1949年12月 | 繼任： 羅友倫 |